# Limnocythere inopinata
Limnocythere inopinata is een mosselkreeftjessoort uit de familie van de Limnocytheridae. De wetenschappelijke naam van de soort is voor het eerst geldig gepubliceerd in 1843 door Baird.